# مدیریت ارشد
مدیریت ارشد (انگلیسی: Senior management) مدیریت اجرایی یا تیم مدیریتی، به تیمی از افراد در بالاترین سطح از مدیریت یک سازمان اطلاق می‌گردد، که مسئولیت مدیریت آن سازمان یا شرکت را برعهده دارند. به‌طور کلی، در شرکت‌ها سطوح بالاتری از مسئولیت تحت عنوان هیئت مدیره وجود دارد، که وظیفه مدیریت روزانه شرکت را به نمایندگی از سهام‌داران، به تیم مدیریت ارشد واگذار می‌نماید. در عمل مدیریت ارشد از مدیرعامل، مدیر امور مالی، مدیر عملیات، مدیر فنی، مدیر تدارکات و مدیر منابع انسانی تشکیل می‌شود.